# Castillon (Cantone di Terres des Luys et Coteaux du Vic-Bilh)
Castillon è un comune francese di 60 abitanti situato nel dipartimento dei Pirenei Atlantici nella regione della Nuova Aquitania.

## Società

### Evoluzione demografica
Abitanti censiti